# 444-es busz
A 444-es jelzésű autóbusz Gödöllő, autóbusz-állomás és Jászfényszaru, Wesselényi utca között közlekedik.

## Megállóhelyei
| 444 (Gödöllő, autóbusz-állomás – Zsámbok, általános iskola – Jászfényszaru, Wesselényi utca) | 444 (Gödöllő, autóbusz-állomás – Zsámbok, általános iskola – Jászfényszaru, Wesselényi utca) | 444 (Gödöllő, autóbusz-állomás – Zsámbok, általános iskola – Jászfényszaru, Wesselényi utca) | 444 (Gödöllő, autóbusz-állomás – Zsámbok, általános iskola – Jászfényszaru, Wesselényi utca) | 444 (Gödöllő, autóbusz-állomás – Zsámbok, általános iskola – Jászfényszaru, Wesselényi utca) | 444 (Gödöllő, autóbusz-állomás – Zsámbok, általános iskola – Jászfényszaru, Wesselényi utca) |
| Sorszám (↓)                                                                                  | Sorszám (↓)                                                                                  | Megállóhely                                                                                  | Sorszám (↑)                                                                                  | Sorszám (↑)                                                                                  | Átszállási kapcsolatok |
| -------------------------------------------------------------------------------------------- | -------------------------------------------------------------------------------------------- | -------------------------------------------------------------------------------------------- | -------------------------------------------------------------------------------------------- | -------------------------------------------------------------------------------------------- | --- |
| 0                                                                                            | 0                                                                                            | Gödöllő, autóbusz-állomás végállomás                                                         | 27                                                                                           | 29                                                                                           | 317, 324, 402, 404, 405, 406, 407, 410, 412, 422, 426, 430, 432, 440, 441, 442, 446, 447, 448, 450, 451, 452, 454, 455, 461, 463, 464, 465, 466, 468, 469, 470, 471, 472, 473, 474, 475, 476, 477, 478, 479 1040, 1049, 1052, 1076, 1077, 1078 |
| 1                                                                                            | 1                                                                                            | Gödöllő, Palotakert                                                                          | 26                                                                                           | 28                                                                                           | 440, 441, 442, 470, 472, 473 |
| 2                                                                                            | 2                                                                                            | Gödöllő, vasútállomás                                                                        | 25                                                                                           | 27                                                                                           | 440, 441, 442, 446, 447, 448, 465, 466, 470, 472 1076, 1077, 1078 S80 G80 InterRégió, expresszvonat |
| 3                                                                                            | 3                                                                                            | Gödöllő, Köztársaság út                                                                      | 24                                                                                           | 26                                                                                           | 440, 441, 442, 465 |
| 4                                                                                            | 4                                                                                            | Gödöllő, Bessenyei György utca                                                               | 23                                                                                           | 25                                                                                           | 440, 441, 442, 465 |
| 5                                                                                            | 5                                                                                            | Gödöllő, Marika telep                                                                        | 22                                                                                           | 24                                                                                           | 440, 441, 442, 465 |
| 6                                                                                            | 6                                                                                            | Gödöllő, Szárítópuszta                                                                       | 21                                                                                           | 23                                                                                           | 440, 441, 442, 465 |
| 7                                                                                            | 7                                                                                            | Vaskapui út (Kőkereszt)                                                                      | 20                                                                                           | 22                                                                                           | 440, 441, 442 |
| 8                                                                                            | 8                                                                                            | Valkó, vadgazdaság bejárati út                                                               | 19                                                                                           | 21                                                                                           | 440, 441, 442 |
| 9                                                                                            | 9                                                                                            | Valkó, Erdészet                                                                              | 18                                                                                           | 20                                                                                           | 440, 441, 442 1076 |
| 10                                                                                           | 10                                                                                           | Valkó, Szabadság út 190.                                                                     | 17                                                                                           | 19                                                                                           | 440, 441, 442 |
| 11                                                                                           | 11                                                                                           | Valkó, Szabadság út 129.                                                                     | 16                                                                                           | 18                                                                                           | 440, 441, 442 |
| 12                                                                                           | 12                                                                                           | Valkó, Isaszegi út                                                                           | 15                                                                                           | 17                                                                                           | 440, 441, 442 |
| 13                                                                                           | 13                                                                                           | Valkó, általános iskola                                                                      | 14                                                                                           | 16                                                                                           | 440, 441, 442 1076, 1077 |
| 14                                                                                           | 14                                                                                           | Valkó, Szabadság út 1.                                                                       | 13                                                                                           | 15                                                                                           | 440, 441, 442 1077, 1078 |
| 15                                                                                           | 15                                                                                           | Vácszentlászló, autóbusz-forduló                                                             | 12                                                                                           | 14                                                                                           | 440, 441, 442 1076, 1077, 1078 |
| 16                                                                                           | 16                                                                                           | Vácszentlászló, Zsámboki út                                                                  | 11                                                                                           | 13                                                                                           | 440, 441, 442 1077, 1078 |
| 17                                                                                           | 17                                                                                           | Vácszentlászló, mezőgazdasági major                                                          | 10                                                                                           | 12                                                                                           | 440, 441, 442 1077, 1078 |
| 18                                                                                           | 18                                                                                           | Vácszentlászló, víztározó bejárati út                                                        | 9                                                                                            | 11                                                                                           | 440, 441, 442 1077, 1078 |
| 19                                                                                           | 19                                                                                           | Zsámbok, József Attila utca 26.                                                              | 8                                                                                            | 10                                                                                           | 440, 441, 442 1077, 1078 |
| 20                                                                                           | 20                                                                                           | Zsámbok, általános iskola végállomás                                                         | 7                                                                                            | ∫                                                                                            | 440, 441, 442, 445, 490, 492 1076, 1077, 1078 |
| ∫                                                                                            | ∫                                                                                            | Zsámbok, Kossuth út 8.                                                                       | ∫                                                                                            | 9                                                                                            | 440, 490, 492 |
| ∫                                                                                            | ∫                                                                                            | Zsámbok, Szőlő utca                                                                          | ∫                                                                                            | 8                                                                                            | 440, 490, 492 |
| 21                                                                                           | ∫                                                                                            | Zsámbok, Szent László utca 47.                                                               | ∫                                                                                            | 7                                                                                            | |
| 22                                                                                           | ∫                                                                                            | Zsámbok, Szőlő utca                                                                          | ∫                                                                                            | ∫                                                                                            | 440, 490, 492 |
| 23                                                                                           | ∫                                                                                            | Zsámbok, Kossuth út 8.                                                                       | ∫                                                                                            | ∫                                                                                            | 440, 490, 492 |
| 24                                                                                           | ∫                                                                                            | Zsámbok, általános iskola                                                                    | ∫                                                                                            | ∫                                                                                            | 440, 441, 442, 445, 490, 492 1076, 1077, 1078 |
| 25                                                                                           | 21                                                                                           | Jászfényszaru, Menyhárt-tanya                                                                | 6                                                                                            | 6                                                                                            | 441, 442 1076, 1077, 1078 |
| 26                                                                                           | 22                                                                                           | Galga híd                                                                                    | 5                                                                                            | 5                                                                                            | 441, 442 1077, 1078 |
| 27                                                                                           | 23                                                                                           | Szabadság Termelőszövetkezet                                                                 | 4                                                                                            | 4                                                                                            | 441, 442 1077, 1078 |
| 28                                                                                           | 24                                                                                           | Jászfényszaru, autóbusz-váróterem                                                            | 3                                                                                            | 3                                                                                            | 414, 441, 442, 4681, 4685, 4686 1076, 1077, 1078, 1467 |
| 29                                                                                           | 25                                                                                           | Jászfényszaru, 101. számú ABC                                                                | 2                                                                                            | 2                                                                                            | 414, 441, 442, 4681, 4685, 4686 1076, 1077, 1467 |
| 30                                                                                           | 26                                                                                           | Jászfényszaru, külső iskola                                                                  | 1                                                                                            | 1                                                                                            | 414, 441, 442, 4681, 4685, 4686 1076, 1077, 1078, 1467 |
| 31                                                                                           | 27                                                                                           | Jászfényszaru, Wesselényi utca végállomás                                                    | 0                                                                                            | 0                                                                                            | 441, 442, 4681, 4685, 4686 1467 |